# Mediterranean Shipping Company
MSC Mediterranean Shipping Company S.A. (MSC) – przedsiębiorstwo żeglugowe i logistyczne działające na rynku międzynarodowym, z siedzibą w Genewie (Szwajcaria), którego podstawę działalności stanowi morski transport kontenerowy. W 2025 roku był to największy morski przewoźnik kontenerowy na świecie, zarówno pod względem liczby operowanych kontenerowców (898), jak i ich łącznej pojemności (niemal 6,5 mln TEU).
Spółka akcyjna niepubliczna założona w 1970 roku przez Gianlugiego Aponte, który nadal pełni funkcję przewodniczącego rady nadzorczej. Stanowi własność rodziny Aponte, której majątek w 2023 roku szacowano na ponad 20 mld USD.

## Działalność
Głównym obszarem działalności przedsiębiorstwa jest morski transport kontenerowy. Według stanu na 30 marca 2025 roku MSC było armatorem 898 kontenerowców – 605 własnych i 293 czarterowanych – o łącznej pojemności 6,5 mln TEU. W 2023 roku MSC przewiozło około 22 mln kontenerów, co stanowiło 1/5 transportu światowego. Liczba pracowników w 2023 roku wynosiła około 180 000.
MSC jest właścicielem kilkunastu spółek zależnych, których działalność obejmuje m.in. drogowy i kolejowy transport kontenerowy (MEDLOG), zarządzanie terminalami kontenerowymi (Terminal Investment Limited), operowanie flotami statków wycieczkowych (MSC Cruises) i promów morskich (SNAV, Grandi Navi Veloci) oraz lotniczy transport towarowy (MSC Air Cargo). Przedsiębiorstwo jest także 50% udziałowcem we włoskim przewoźniku kolejowym Italo–NTV oraz w sieci prywatnych szpitali Mediclinic International.
Po pełnoskalowym ataku Rosji na Ukrainę w 2022, MSC jest jedynym operatorem z Europy, który kontynuuje transport kontenerów do Rosji, jednak operator zastrzega, że transport obejmuje tylko materiały humanitarne. MSC od 2024 roku dostarcza towary do Ukrainy i portu w Odessie.

## Historia
Przedsiębiorstwo zostało założone w 1970 roku przez włoskiego kapitana Gianlugiego Aponte, poczynając od zakupu jednego, używanego statku towarowego. W 1988 roku działalność MSC uległa dywersyfikacji na rejsy wycieczkowe, dając początek spółce zależnej MSC Cruises.
W rezultacie rozbudowy floty w 2022 roku MSC stało się największym przewoźnikiem kontenerowym na świecie, wyprzedzając spółkę A.P. Møller-Mærsk, która zajmowała tę pozycję przez kilkadziesiąt lat.